# Chantal Kreviazuk

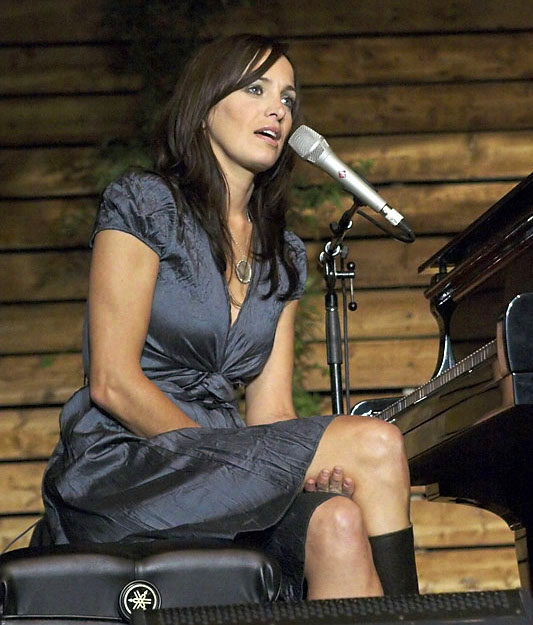
Chantal Kreviazuk in 2007

Chantal Kreviazuk (Winnipeg (Manitoba), 18 mei 1974) is een Canadese singer-songwriter en pianiste. In Nederland is zij vooral bekend vanwege haar vele bijdragen aan film soundtracks.
Hoewel ze al op haar derde voor het eerst achter een piano klom, koos ze pas voor een professionele carrière in de popmuziek toen ze in 1994 lange tijd moest herstellen van een bijna fataal bromfietsongeluk in Italië. Niet lang daarna bood Sony Music haar een platencontract aan, op basis van een demotape en een optreden in de studio.

## Muziek

### Albums
In 1997 kwam haar eerste album Under These Rocks and Stones uit, waarvan in Canada meer dan 200.000 exemplaren werden verkocht. Het behaalde daarmee de status van dubbel platina. Kreviazuk ontving hiervoor haar eerste Juno Award nominatie voor Best New Artist. In 1999 kwam haar tweede album uit, Colour Moving and Still. Een aantal van de nummers schreef ze met haar kersverse echtgenoot Raine Maida. Ditmaal won ze ook twee Juno Awards, namelijk die voor Best Adult/Pop Album en Best Female Artist. Haar derde album, What If It All Means Something kwam uit in 2002. Een vierde album, Ghost Stories, verscheen in augustus 2006. In 2009 volgde Plain Jane en in 2016 Hard Sail.

### Soundtracks
In 1998 scoorde ze haar eerste internationale hit met Leaving on a Jet Plane, een cover van John Denver die verscheen op de Armageddon soundtrack. Voor de soundtrack van Dawson's Creek nam ze in 1999 een cover op van Randy Newmans Feels Like Home.
In This Life en Time, twee singles van Kreviazuks derde album, zijn respectievelijk te horen in de films Saved en Uptown Girls. Feels Like Home zat ook in de romantische komedie How to Lose a Guy in 10 Days, evenals haar nummer Weight of the World. In 2005 verschenen twee nieuwe nummers op de soundtrack van The Sisterhood of the Traveling Pants en in 2006 was It's All About A Kiss te horen in Just My Luck.

### Songwriter
Naast haar eigen muziek schrijft Kreviazuk ook geregeld nummers voor andere artiesten. De bekendste samenwerking is die met Avril Lavigne, met wie ze vijf nummers schreef voor Lavignes album Under My Skin. Echtgenoot Maida produceerde een aantal van de tracks. Het echtpaar schreef ook nummers voor Kelly Clarksons Breakaway, The Veronicas' The Secret Life Of The Veronicas en Marion Ravens Here I Am. Kreviazuk was ook een van de zes mensen die aan Gwen Stefani's Rich Girl meeschreven.

## Privéleven
In december 1999 trouwde Kreviazuk met Raine Maida, zanger van de Canadese rockband Our Lady Peace. Ze hebben drie kinderen. Kreviazuk en Maida werken geregeld samen en hebben een studio aan huis.

## Discografie
- Under These Rocks and Stones (1997)
- Colour Moving and Still (1999)
- What If It All Means Something (2002)
- Ghost Stories (2006)
- Plain Jane (2009)
- Hard Sail (2016)

- Bibliothèque nationale de France: cb140080490 (data)
- Gemeinsame Normdatei: 135052661
- International Standard Name Identifier: 0000 0000 7367 1615
- Library of Congress Control Number: no99087152
- MusicBrainz: fd092d99-377f-414e-a63e-3dc849ad2cc9
- Virtual International Authority File: 76512031
- WorldCat: E39PBJcGj6kXvcFPCB4qPT7CQq